# Mindelrieder Paradies
Das Mindelrieder Paradies ist ein mit Verordnung vom 24. Juli 1970 des Bayerischen Staatsministeriums der Finanzen ausgewiesenes Naturschutzgebiet (NSG-00091.01) im Tal der Mindel,
auf dem Gebiet der bayrischen Gemeinde Balzhausen im Landkreis Günzburg in Deutschland.
Flächengleich mit dem FFH-Gebiet 7628-301 „Riedellandschaft-Talmoore“ bzw. Teil des SPA-Gebiets 7828-471 „Mindeltal“.

## Lage
Das rund 32 Hektar große Naturschutzgebiet ist ein entwässertes und deshalb verbuschendes Niedermoor an der Flossach südlich von Balzhausen. Es handelt sich dabei um das einzige noch erhaltene Tal-Niedermoor südlich der Donau  mit Resten der typischen Flachmoorflora und wiesenbrütenden Vogelarten. Regelmäßige Pflege verhindert weitere Verbuschungen. Eine hydrologische Sanierung ist beabsichtigt. Im Jahr 2011 wurden in landwirtschaftlich genutzten Wiesen von Bauern und dem Landesbund für Vogelschutz in Bayern eine Reihe von Flachmulden angelegt, die regelmäßig komplett vernässen und einen Lebensraum für Amphibien bieten.
Durch das Schutzgebiet fließt die Kleine Flossach, welche die Flüsse Hasel und Mindel miteinander verbindet.

## Flora und Fauna

### Fauna
Aus der schützenswerten Fauna sind zu nennen:
- Bekassine
- Feldlerche
- Kiebitz
- Rotmilan
- Schwarzmilan
- Silberreiher
- Waldwasserläufer
- Wasseramsel (Cinclus cinclus), die einzige auch in Mitteleuropa vorkommende Vertreterin der Familie der Wasseramseln